# Argyractis chalcistis
Argyractis chalcistis là một loài bướm đêm trong họ Crambidae.